# Поясйоки (река, впадает в Лапинъярви)
Поясйоки — река в России, протекает в Карелии. Впадает в залив Хуосиолахти озера Лапинъярви, свободно сообщающегося с Ала-Виексъярви. Длина реки составляет 6,8 км.
Река берёт начало из озера Поясъярви, которое протокой сообщается с более крупным озером Юля-Виексъярви. Река протекает в малонаселённой пограничной местности, вдали от населённых пунктов.

## Данные водного реестра
По данным государственного водного реестра России относится к Балтийскому бассейновому округу, водохозяйственный участок реки — Реки Карелии бассейна Балтийского моря на границе РФ с Финляндией, включая оз. Лексозеро. Относится к речному бассейну реки Реки Карелии бассейна Балтийского моря.
Код объекта в государственном водном реестре — 01050000112102000010525.